# Genzano di Roma

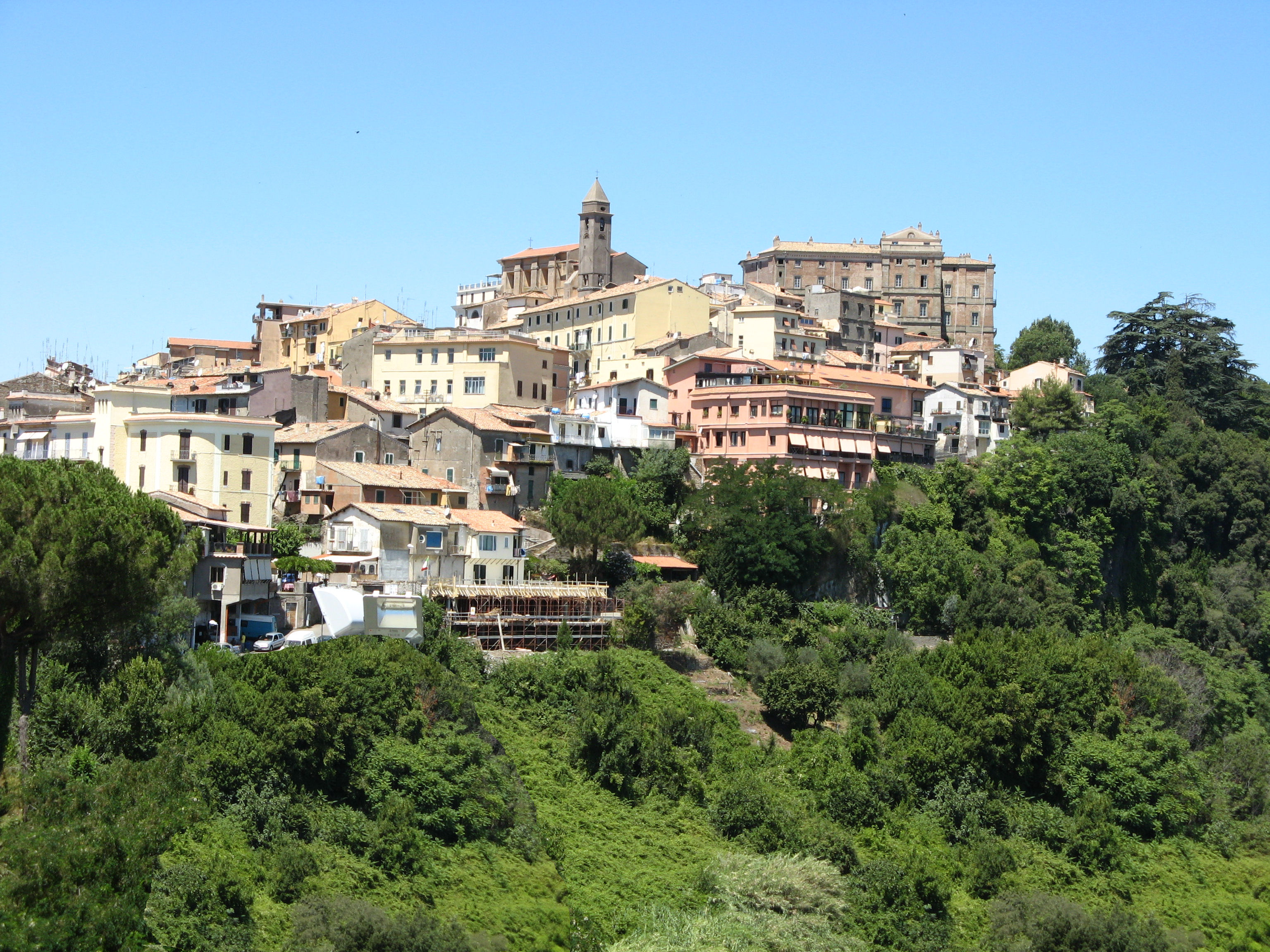
Genzano di Roma

Genzano mit Lago di Nemi (1929)

Genzano di Roma ist eine Stadt in der Metropolitanstadt Rom in der italienischen Region Latium mit 22.674 Einwohnern (Stand 31. Dezember 2023). Sie liegt 29 Kilometer südöstlich von Rom.

## Geographie
Genzano liegt in den Albaner Bergen oberhalb des Nemisees, eines erloschenen Vulkans. Die Altstadt liegt auf dem ehemaligen Kraterrand in aussichtsreicher Lage. Es gehört zu den Gemeinden der Castelli Romani.

## Bevölkerung
| 1871  | 1901  | 1921  | 1951   | 1971   | 1991   | 2001   | 2022   |
| ----- | ----- | ----- | ------ | ------ | ------ | ------ | ------ |
| 4.911 | 7.053 | 8.564 | 10.319 | 15.317 | 20.570 | 22.178 | 23.058 |

## Politik
Am 3. Mai 2019 wurde Nicola Di Matteo zum Commissario Straordinario anstelle eines Bürgermeisters ernannt.

### Partnerstädte
- Merseburg, Deutschland
- Châtillon, Frankreich
- Mokotów (Stadtteil von Warschau), Polen

## Religion
Die Einwohner von Genzano gehören mehrheitlich der römisch-katholischen Glaubensgemeinschaft an. Die Stadt gehört zum Bistum Albano und hat drei Pfarrgemeinden. Die östlichen Stadtteile Landi und Colli di Cicerone gehören zur Diözese Velletri-Segni.

## Kultur

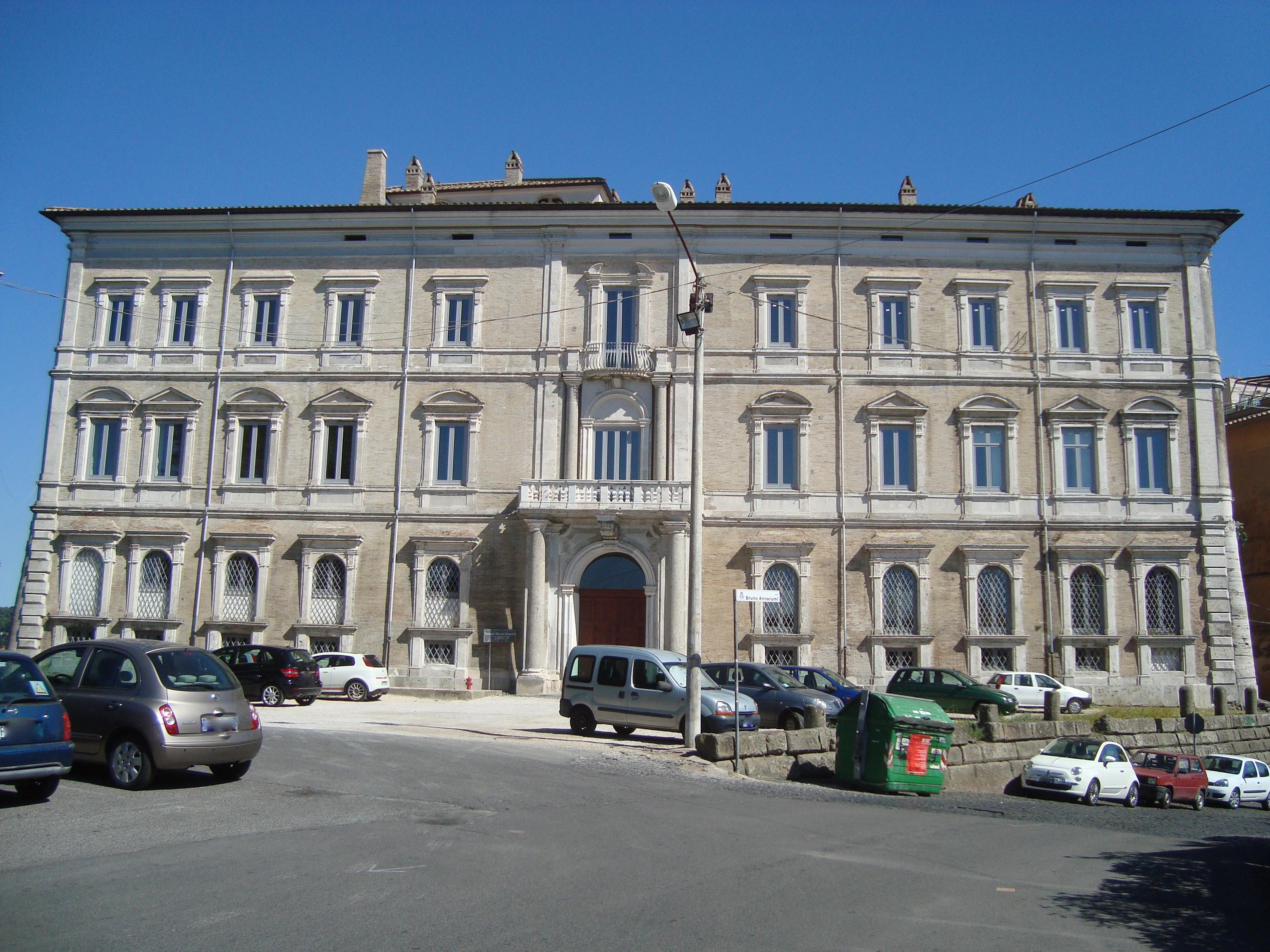
Palazzo Sforza-Cesarini

- Der Palazzo Sforza-Cesarini entstand zwischen 1564 und 1590 durch Umbau einer Burg des frühen 13. Jahrhunderts als Landsitz der römischen Adelsfamilie Cesarini und wurde unter Giuliano Cesarini (1572–1613) vollendet. Die barocke Fassade wurde 1713–30 durch den Architekten Ludovico Gregorini nach dem Vorbild des Palazzo Farnese ergänzt. Der Palast ist heute Sitz der Associazione Nazionale Città del Vino.
- 18. September: Fest des Namenspatrons San Tommaso da Villanova
- Infiorata: Seit über 200 Jahren findet jedes Jahr an Fronleichnam die Infiorata (das Blumenfest) statt, bei der in der Via Italo Belardi ein riesiger Teppich aus Blüten ausgelegt wird, der auf ca. 2000 m² verschiedene Bilder zeigt. Der berühmte französisch-dänische Ballettmeister August Bournonville inszenierte 1858 erstmals das hierauf bezugnehmende Ballett Blomsterfesten i Genzano.

## Kulinarische Spezialitäten
In Genzano werden die DOC Weine Colli Lanuvini und Colli Lanuvini superiore produziert.

## Persönlichkeiten

### Söhne und Töchter der Gemeinde
- Angelo Jacobini (* 1825; † 1886), Kurienkardinal
- Alfredo Panella (* 1896; † unbekannt), Motorradrennfahrer
- Francesca Conti (* 1972), Wasserballspielerin

### Mit der Gemeinde verbunden
- Viele Jahre hat hier der deutsche Schriftsteller Michael Ende (1929–1995), Autor der Bücher Momo und  Die unendliche Geschichte, gelebt.
- Die Schauspielerin Laura Antonelli (1941–2015) lebte hier bis 2009, danach zog sie aus gesundheitlichen Gründen nach Ladispoli.
- Der Journalist, Schriftsteller und Kulturhistoriker Gustav René Hocke (1908–1985) hatte seinen letzten Wohnsitz in Genzano di Roma und starb dort.
- Schauspielerin und Model Anita Ekberg wohnte in Genzano di Roma, bis sie im Jahr 2010 in ein Seniorenheim zog. Sie starb im Januar 2015 im Alter von 83 Jahren in einem Krankenhaus in Rocca di Papa unweit von Rom nach langer Krankheit.[4][5]